# Heterixalus boettgeri
Espèce
Synonymes
- Megalixalus boettgeri Mocquard, 1902
- Megalixalus mocquardi Boettger, 1913

Statut de conservation UICN

 LC  : Préoccupation mineure
Heterixalus boettgeri est une espèce d'amphibiens de la famille des Hyperoliidae.

## Répartition
Cette espèce est endémique de Madagascar. Elle se rencontre en dessous de 300 m d'altitude dans le sud de l'île.

## Étymologie
Cette espèce est nommée en l'honneur d'Oskar Boettger.

## Publication originale
- Mocquard, 1902 : Sur une collection de reptiles et de batraciens recueillis par M. Alluaud dans le sud de Madagascar. Bulletin de la Société philomathique de Paris, sér. 9, vol. 4, p. 1-25 (texte intégral).